# 블링블링 (음악 그룹)
블링블링은 대한민국의 전 걸그룹이다. 2020년 11월 싱글 앨범 [G.G.B]로 데뷔했다.

## 음반
- G.G.B (2020)
- CONTRAST (2021)